# Shihan
Shihan (jap. 師範, „Lehrmeister“, „Vorbild“) ist ein japanischer Begriff aus dem Budō.

## Bedeutung
Der Shihan ist – nicht nur im Budō – ein Lehrer von Lehrern oder ein Professor; wird aber häufig auch einfach als „Meister“ übersetzt.
Es ist eine Ehren-Bezeichnung für einen hohen Würdenträger, hoher Lehrer und Meister, Unterweiser und Erzieher. Diesen Ehrentitel führte auch Jigoro Kano, der Begründer des Judo.

## Herkunft
Shi (jap. 師) kann als „Lehrer“ oder „Experte“ übersetzt werden, han (jap. 範) als „weise“ oder „Beispiel“.

## Verwendung
Der Shihan ist ein Großmeister der Kampfkunst. Steht er einer Stilrichtung oder Schule vor, wird er auch Saikō Shihan (最高師範, „oberster Lehrmeister“, „Stilbewahrer“) genannt. Der Titel Shihan wird verliehen und kann nicht durch Graduierungen erreicht werden. Mindestvoraussetzung ist je nach Kampfkunst der 7. Dan. Am Beispiel der Iaidō-Stilrichtung Seishin-Ryu Iaido kann der Titel Shihan frühestens ab dem 7. Dan verliehen werden.
Weitere Lehrmeister dieser Richtung können ebenfalls den Titel Shihan erhalten, wenn sie sich ebenso wie der Saikō Shihan der Bewahrung und Verbreitung dieses Stils verschrieben haben. Hierfür ist aber mindestens der 7. Dan Voraussetzung, sie müssen also den Abschluss der normalen Lehrphase erreicht haben.
Es ist der höchste von drei Ehrentiteln. Die unterste Stufe Fuku Shidōin oder auch Shidōshi (士道師) bezeichnet einen „Assistierenden Lehrer“ bzw. „Stellvertreter des Lehrers“. Darüber ist der Shidōin, was einen „Lehrer“ oder „Ausbilder“ kennzeichnet. Die oberste Stufe ist die des Shihan, die sehr erfahrene Lehrer tragen würden.

## Shihan in Reiki
In Reiki, der japanischen Kunst des Heilens, wird der „Reiki-Lehrer“ (in Japan) ebenfalls Shihan genannt. Dazu ist es notwendig, dass die vorhergehenden Grade (Shoden, Okuden und Shinpeden) erlernt und jeweils mit einem Rei Ju, einer Energieübertragung (Einweihung), abgeschlossen wurden. Ein Shihan ist berechtigt andere Personen in Reiki einzuweihen.